# Avraham Givelber
Avraham Givelber (hebrejsky: אברהם גיבלבר, žil 23. března 1910 – 2. srpna 2002) byl izraelský politik a poslanec Knesetu za stranu Ma'arach.

## Biografie
Narodil se na území pozdějšího Polska. V roce 1941 přesídlil do dnešního Izraele. Usadil se v kibucu Afek.

## Politická dráha
V letech 1937–1940 byl tajemníkem sionistického hnutí he-Chaluc v Polsku. V letech 1959–1963 a znovu 1966–1967 byl tajemníkem strany Achdut ha-Avoda-Po'alej Cijon. Byl členem předsednictva Světové federace polských Židů. Zasedal ve vedení muzea ve vesnici Lochamej ha-Geta'ot a památníku Jad Vašem.
V izraelském parlamentu zasedl po volbách v roce 1973, do nichž šel za Ma'arach. Byl členem parlamentního výboru pro záležitosti vnitra a výboru pro veřejné služby. Zároveň byl místopředsedou Knesetu. Ve volbách v roce 1977 mandát neobhájil.